# Corylus colchica
Corylus colchica är en björkväxtart som beskrevs av Nicholas Michailovitj Albov. Corylus colchica ingår i släktet hasslar och familjen björkväxter. Inga underarter finns listade.
Arten förekommer i Georgien vid Kaukasus sydvästra sluttningar mot Svarta havet. Den växer på kalkstensytor.
Beståndet hotas av intensivt skogsbruk samt av betesdjur. Corylus colchica förekommer ganska glest fördelad och utbredningsområdet är begränsat. IUCN listar arten som sårbar (VU).